# Звиков
Звиков (на чешки: Zvíkov; на немски: Klingenberg) е един от най-старите средновековни замъци на Чехия. Разположен е на нос на мястото на сливането на реките Отава и Вълтава, недалече от селището Звиковске Подхради в окръг Писек на Южночешкия край.
През 1950 г. замъкът Звиков е признат за национален паметник на културата в Чехия. Чешкият историк професор Август Седлачек нарича Звиков „кралят на чешките замъци“.
През съката година, Звиков пречинава в собственост на държавата. Днес Звиков заема 9-о место по посещаемост от туристи сред всички чешки замъци. През 2011 г. той е посетен от почти 37 хиляди души.